# Hofbauer Szent Kelemen
Hofbauer Szent Kelemen C.Ss.R. (németül: Klemens Maria Hofbauer, csehül: Klement Maria Dvořák Tasswitz, 1751. december 26. – Bécs, 1820. március 15.) morva származású remete.

## Élete
1751-ben született Tasswitz, a mai Tasovice városában, apja cseh, anyja német volt. Mivel szűkös anyagi lehetőségeik nem engedték meg, hogy tanulhasson, először pék volt. 1772 és 1777 között Klosterbruck premontrei iskolájában tanult, majd 1780-ban kateketikai tanfolyamra járt Bécsben, ahol mecénások segítségével elvégezte a teológiai tanulmányokat.
Később Rómába ment, ahol barátjával, Hübl Tádéval első németekként beléptek a redemptoristák fiatal rendjébe. 1785. március 19-én tették le a fogadalmat, majd március 29-én pappá szentelték őket az alatri dómban. Egyéves bécsi tanulás után Varsóba mentek, és az elhanyagolt Szent Benno-templomban a varsói németek lelki gondozásával foglalkoztak. 1808-ban Varsó Szászországhoz került, és a szerzeteseket fogságba vetették. Kiszabadulása után Bécsbe ment, ahol az orsolyiták gyóntatóatyja és templomuk igazgatója lett. Szószéki tevékenysége, prédikációi, tanítása folytán a katolikus reform kiindulópontjává vált Bécsben.
1820-ban halt meg Bécsben. Varsó és Bécs apostolát 1888-ban boldoggá, 1909. május 20-án szentté avatták.